# Jeffrey Ennis
Pour les articles homonymes, voir Ennis.
Jeffrey Ennis, né le 13 novembre 1952, est un homme politique britannique du Parti travailliste. Il est député pour Barnsley East and Mexborough de 1996 à 2010, après avoir été élu pour la première fois lors de l' élection partielle de Barnsley East. 

## Biographie
Ennis naît à Grimethorpe, près de Barnsley dans le West Riding of Yorkshire. Il est le fils d'un mineur de charbon. 
Ennis est marié à Margaret Angela Knight depuis 1980. Le couple a trois fils, dont l'un s'appelle Micheal Ennis.